# 栗原氏
栗原氏（くりはらし）は、日本の氏族。室町・戦国時代の甲斐国の国衆で、武田氏の支族。諸系図に拠れば、栗原氏は甲斐守護・武田信成の子である栗原武続（十郎、重郎）を祖とし、東郡栗原郷（現在の山梨市下栗原）に拠り栗原氏を称した。

## 室町時代の栗原氏
室町時代には嘉吉元年（1441年）9月の嘉吉の乱に際して栗原信通が西郡の国人・大井氏とともに甲斐守護・武田信重に随行して上京している。また、武田氏と守護代・跡部氏の抗争では跡部氏に通じていたと考えられている。

## 戦国時代の栗原氏
戦国時代には甲斐国の有力国人として武田氏の甲斐統一に抵抗し、武田信昌の子息である守護・武田信縄と油川信恵の対立においては「栗原大輔」が信恵方に加担しており、これは栗原信遠に比定される。武田信縄・油川信恵の対立は明応7年（1498年）に武田信縄方優位のもと和睦が成立するが、明応10年（1501年）2月27日には栗原氏の一族が粛清され、『高白斎記』に拠れば同日に信縄方の「栗原式部大輔」（栗原信友、栗原伊豆守か）が家督を相続したと考えられている。

## 武田信玄の時代の栗原氏
武田氏の譜代家老として栗原伊豆守の活動が見られる。系図類によれば、同じ伊豆守を称する栗原信友の子息・栗原信重にあたると考えられている。『甲陽軍鑑』に登場する「栗原左兵衛」とする説もある。伊豆守の初見は永禄11年（1568年）3月で、伊豆守は武田勝頼に今川義元の生母である寿桂尼の死去を伝え、勝頼が出陣中の信玄にこれを伝えている。さらに同年8月に伊豆守は武田氏の駿河侵攻に際していずれかの城の普請を命じられている。永禄末年に推定されている武田信玄陣立書では旗本に属している。天正3年（1575年）8月には織田氏・徳川氏に対して信濃伊那郡・木曽郡の防備のため日向玄徳斎（虎頭）・小山田昌盛とともに伊那の大島城（長野県下伊那郡松川町）へ派遣されている。

## 武田氏滅亡時の栗原氏
天正10年、主家の武田氏が織田信長の甲州征伐で滅ぼされる。栗原信盛が天正壬午起請文に登場し、徳川家康により本領が安堵された。

## 江戸時代の栗原氏
栗原氏末裔の栗原半兵衛という人物が、二木村(入間市)に在住と記録がある。(新編武蔵風土記稿)

## 栗原氏の菩提寺
『一蓮寺過去帳』には栗原氏の一族37名の名前が入帳されている。
栗原郷の一帯には栗原氏の菩提寺が分布しており、上栗原には海島寺、中栗原には養安寺、下栗原には大翁寺が所在している。特に養安寺と大翁寺は栗原氏の館跡に創建された寺院であるという。